# 胡多亞羅韋
49°43′14″N 37°0′17″E / 49.72056°N 37.00472°E
胡多亞羅韋（烏克蘭語：Худоярове）是位於烏克蘭東部的村莊，由哈爾科夫州庫皮揚斯克區的舍夫琴科韦市镇負責管轄。該村始建於1922年，面積0.79平方公里，海拔高度153米，2001年人口77，人口密度每平方公里97.5人。